# 魏道政
魏道政（1929年7月—2022年11月26日），男，浙江诸暨人，中国科学院计算技术研究所研究员，中国电路测试技术研究开拓者，CCF终身成就奖获得者，中国计算机事业60年杰出贡献特别奖获得者。
2022年11月26日，魏道政于北京逝世，享年93岁。